# Doxocopa vacana
Doxocopa vacana är en fjärilsart som beskrevs av Charles Oberthür 1914. Doxocopa vacana ingår i släktet Doxocopa och familjen praktfjärilar. Inga underarter finns listade i Catalogue of Life.